# The Chameleon
The Chameleon (El Camaleón, en español) es una película estrenada el 23 de junio de  2010, dirigida por Jean-Paul Salomé. El guion está basado en una historia real, que tiene como protagonista a Frédéric Bourdin, que se hizo pasar por un niño desaparecido llamado Nicholas Barclay en San Antonio (Texas), en la década de 1990.

## Reparto
- Marc-André Grondin como  Frederic Fortin / Nicholas Mark Randall.
- Famke Janssen como Jennifer Johnson.
- Ellen Barkin como Kimberly Miller.
- Tory Kittles como Dan Price.
- Brian Geraghty como Brian Jansen.
- Emilie de Ravin como Kathy Jansen.
- Nick Stahl como Brendan Kerrigan.
- Anne Le Ny como Frédéric's mother.

## Argumento
Un chico (Marc-André Grondin) se entrega a la policía diciendo ser de Lousiana y que se llama Nicholas Mark Randall, que había desaparecido 4 años. Cuenta que habría sido secuestrado por una red de prostitución en Francia y que esta alteró su aspecto físico, incluyendo el color de sus ojos.
El joven se reúne con su familia, aunque su madre (Ellen Barkin) y su medio hermano (Nick Stahl) no parecen creerle y hay muchas preguntas por responder sobre si este chico es o no un familiar perdido, puesto que no se ve como el niño que dejó su madre. Sin embargo su hermana (Emilie de Ravin) parece aceptarlo sin problema y, finalmente lo hace su madre.
La agente del F.B.I Jennifer Johnson (Famke Janssen) tiene fuertes sospechas de que está mintiendo, porque ha tenido mucha experiencia con la gente que le ha mentido a ella. Mientras tanto la historia del joven se empieza a desmoronar y a emerger la verdad.